# Comité Paralímpico Nacional de Camboya
El Comité Paralímpico Nacional de Camboya es el comité paralímpico nacional que representa a Camboya. Esta organización es la responsable de las actividades deportivas paralímpicas en el país. Es miembro del Comité Paralímpico Internacional y del Comité Paralímpico Asiático.